# 派普斯通 (明尼苏达州)
派普斯通（英語：Pipestone）是一個位於美國明尼蘇達州派普斯通縣的都市。根據2010年美國人口普查，該地共人口4317人，而該地的面積約為10.83平方千米。同時該地也是派普斯通縣的縣治。

## 地理
派普斯通的座標為43°59′52″N 96°19′02″W / 43.99778°N 96.31722°W，而該地的平均海拔高度為529米（即1736英尺）。